# Tunstead (Norfolk)
Tunstead – wieś w Anglii, w hrabstwie Norfolk, w dystrykcie North Norfolk. Leży 15 km na północny wschód od Norwich i 173 km na północny wschód od Londynu. W 2001 miejscowość liczyła 674 mieszkańców.